# Riserva naturale guidata Sorgenti del Fiume Pescara
La riserva naturale guidata Sorgenti del Fiume Pescara è un'area naturale protetta situata nel comune di Popoli Terme, in provincia di Pescara, istituita nel 1986.

## Descrizione
La zona umida si trova a occidente della ferrovia e dell'autostrada Pescara-Roma, da cui è ampiamente visibile. La riserva ha un'estensione di circa 135 ettari, tra l'area protetta (49 ha) e la zona di rispetto (86 ha) in una località denominata Capo Pescara.
Anche se istituita nel 1986, solo negli ultimi anni sono stati avviati diversi progetti per studiarne le biodiversità. La gestione è affidata al Comune di Popoli Terme, con la collaborazione di WWF e Legambiente.

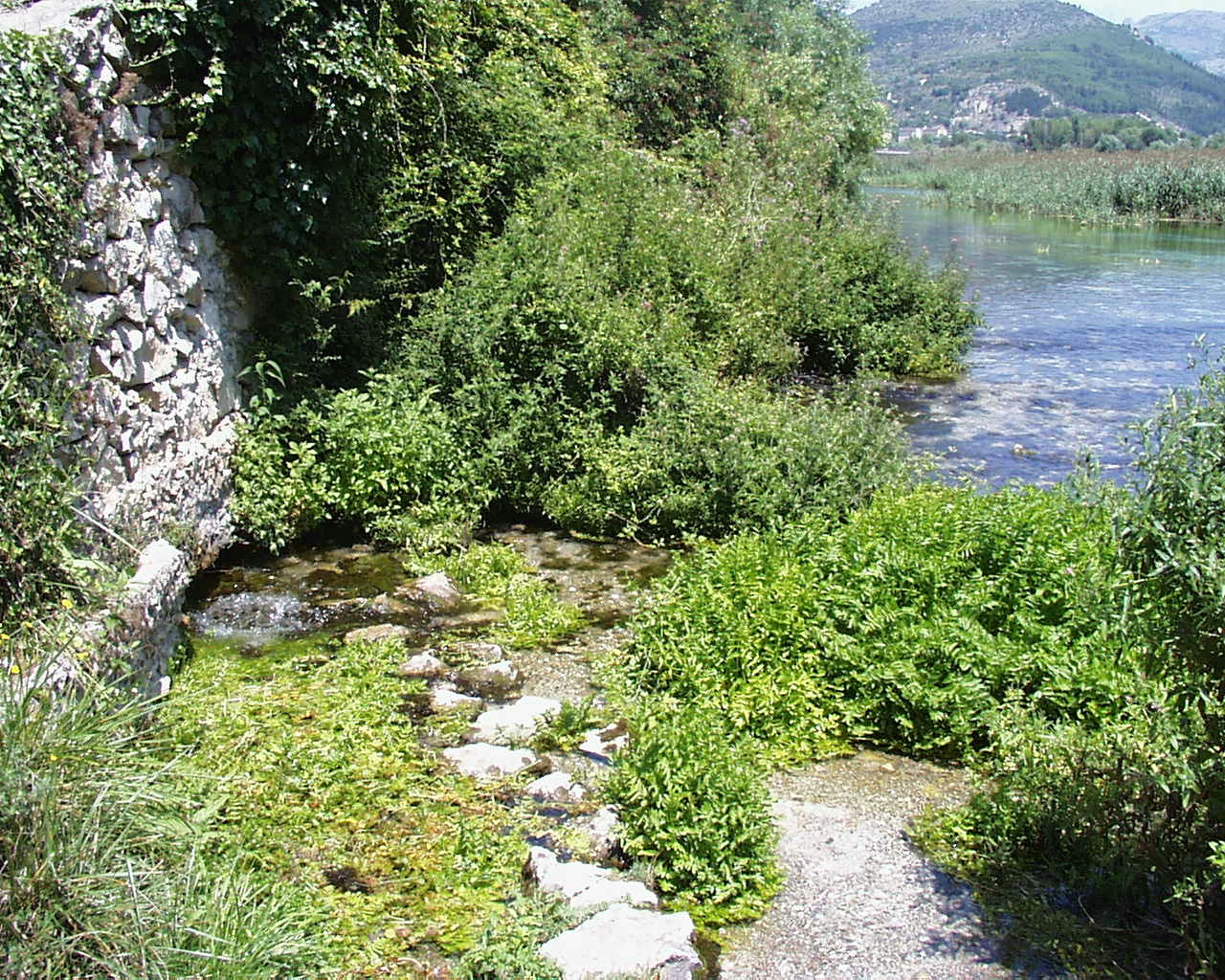
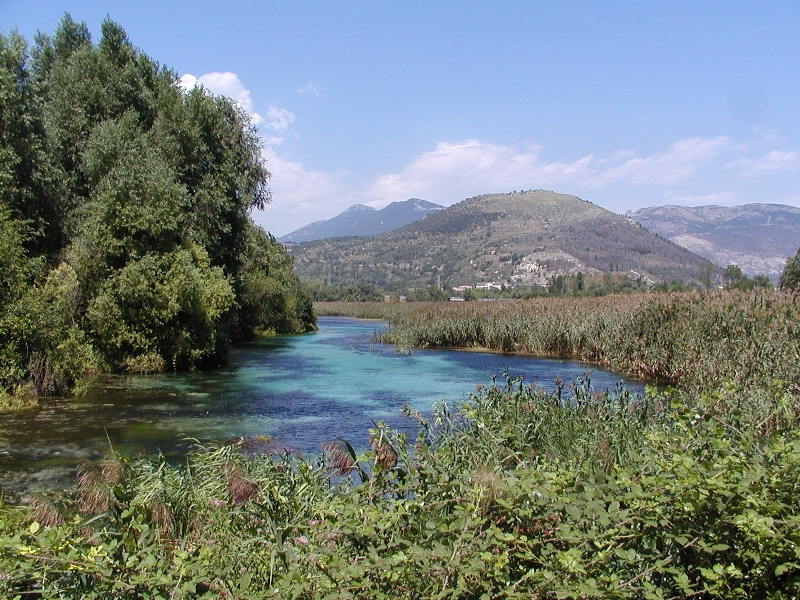
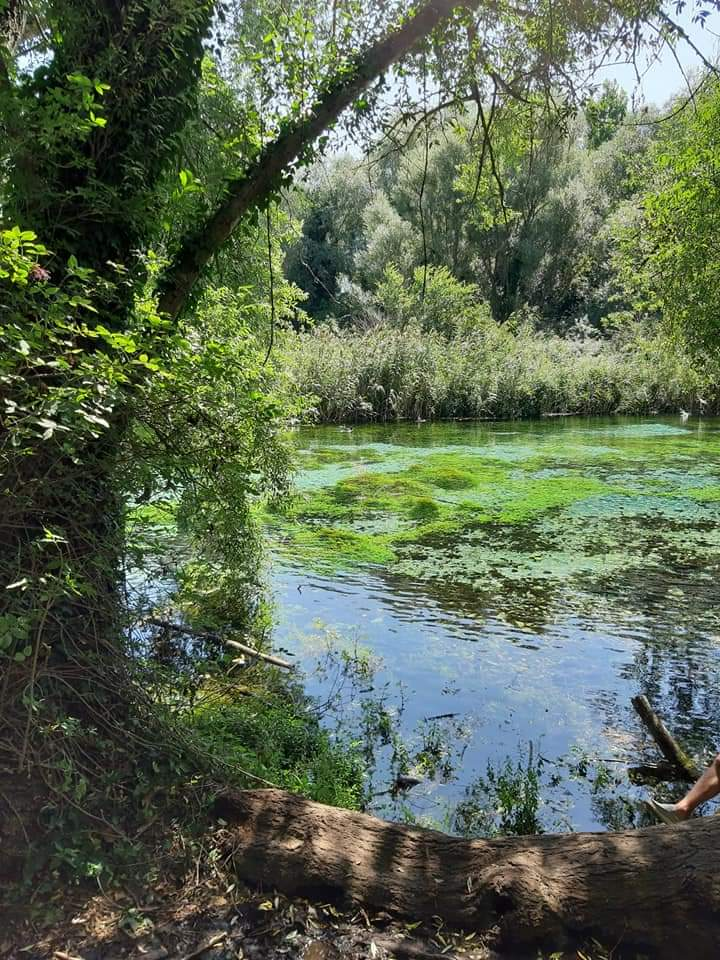

## Flora
La flora è quella tipica delle zone umide, tra cui ricordiamo la Myosotis scorpioides, la peste d'acqua (Elodea canadensis), diverse specie del genere Potamogeton, il giunco fiorito (Butomus umbellatus), la Echium parviflorum, la Agrostis gigantea, e altre più comuni.

## Fauna
La fauna è quella tipica delle zone umide.